# Bibelbältet
Ne doit pas être confondu avec Bible Belt.
 (novembre 2019).

Ceinture de communes suédoises dans lesquelles les Chrétiens-démocrates ont obtenu ses meilleurs résultats aux élections législatives de 2014, en corrélation avec la Bibelbältet.

La bibelbältet (littéralement « la ceinture de la Bible ») est une expression pour désigner la zone géographique de la Suède, centrée sur Jönköping dans le nord de Småland, où les données démographiques montrent que les gens sont plus religieux (chrétiens). Dans cette zone, l'Église libre (frikyrka (sv)) est relativement populaire par rapport à l'Église de Suède.